# A csaj nem jár egyedül
A csaj nem jár egyedül (eredeti cím: She's All That) 1999-es amerikai romantikus filmvígjáték Freddie Prinze Jr. és Rachael Leigh Cook főszereplésével. George Bernard Shaw, Pygmalion című drámájának modern kori feldolgozása. 

## Történet
Véget ért a tavaszi szünet, és a gimibe újra visszatérő Zachnek szembesülnie kell a szörnyű valósággal: a suli első számú nagymenőjéből balfék pancserré válhat, mivel addigi álombarátnője, az igen attraktív, de kevés ésszel megáldott Taylor lecserélte őt egy nyálas szappanoperasztárra. Hogy a megtépázott hírnév és a büszkeség gyorsan helyreálljon, Zach fogadást köt barátaival, amelyben vállalja, hogy képes az első útjába eső csajból is bálkirálynőt faragni – legyen az akármilyen ronda és ügyetlen választott is. Alighogy ezt kimondja, Zach előtt már fel is tűnik Laney, a senkivel nem barátkozó, ám a környezetért és a világbékéért naphosszat aggódó, szabad idejében performance-előadásokban szereplő vagy pinceműtermében dühös festményeket alkotó abszolút kívülálló. Zach beleveti magát a munkába: lelkesen nekilát, hogy becserkéssze a potenciális királynőjelöltté előlépett "áldozatot", és folyton Laney közelében sürgölődve lassacskán próbál a slampos lányból gyönyörű királynőt faragni. Nagy igyekezetében azonban észre sem veszi, hogy lassan más szemmel tekint fogadása "tárgyára"...

## Szereplők
| Szerep           | Színész                  | Magyar hang         |
| ---------------- | ------------------------ | ------------------- |
| Zack Siler       | Freddie Prinze Jr.       | Barát Attila        |
| Laney Boggs      | Rachael Leigh Cook       | Somlai Edina        |
| Taylor Vaughan   | Jodi Lyn O'Keefe         | Gubás Gabi          |
| Dean Sampson     | Paul Walker              | Barabás Kiss Zoltán |
| Mackenzie Siler  | Anna Paquin              | Dögei Éva           |
| Simon Boggs      | Kieran Culkin            | Bíró Attila         |
| Brock Hudson     | Matthew Lillard          |                     |
| Alex             | Kimberly "Lil Kim" Jones |                     |
| Jesse Jackson    | Elden Henson             | Minárovits Péter    |
| Wayne Boggs      | Kevin Pollak             | Rosta Sándor        |
| Preston Harrison | Dulé Hill                | Görög László        |
| Mitch            | Alexis Arquette          | Kálloy Molnár Péter |
| Campus-DJ        | Usher Raymond            | Lux Ádám            |

## Filmzene
- Remy Zero – Prophecy
- Liz Phair – Baby Got Going
- The Black Eyed Peas – Be Free
- Jurassic 5 – Blacktop Beat
- Allrighse – Up To Us
- Spy – Wanderer
- Stretch Princess – Sugar
- Sixpence None The Richer – Kiss Me
- Audioweb – Test The Theory
- Girl Next Door – Gorgeous
- The Wiseguys – Ooh La La
- Rick James – Give It To Me Baby
- Superdrag – Shuck & Jive
- Emily & Carlos – Hanging On
- The Afghan Whigs – 66
- The Dust Junkys – Nonstop Operation
- Goldie – Believe
- Fatboy Slim – The Rockafeller Skank

## Díjak, jelölések
| Év   | Díj                                    | Kategória                                        | Jelölt                                | Eredmény |
| ---- | -------------------------------------- | ------------------------------------------------ | ------------------------------------- | -------- |
| 2000 | ALMA Awards                            | Outstanding Actor in a Feature Film              | Freddie Prinze Jr.                    | Jelölve  |
| 2000 | ASCAP Film and Television Music Awards | Legjobb dal a filmben                            | Matt Slocum (Kiss Me) című dal        | Elnyerte |
| 2000 | Blockbuster Entertainment Awards       | Kedvenc színésznő                                | Rachael Leigh Cook                    | Elnyerte |
| 2000 | Blockbuster Entertainment Awards       | Kedvenc színész – Vígjáték/Romantikus film       | Freddie Prinze Jr.                    | Jelölve  |
| 2000 | Kids' Choice Awards, USA               | Blimp Award / Legjobb filmes páros               | Rachael Leigh Cook Freddie Prinze Jr. | Elnyerte |
| 2000 | YoungStar Awards                       | Legjobb rosszlány                                | Jodi Lyn O'Keefe                      | Elnyerte |
| 2000 | YoungStar Awards                       | Legjobb dal                                      | Sixpence None the Richer – Kiss Me    | Elnyerte |
| 1999 | MTV Movie Award                        | Legjobb női átütő alakítás                       | Rachael Leigh Cook                    | Jelölve  |
| 1999 | MTV Movie Award                        | Legjobb páros a képernyőn                        | Freddie Prinze Jr. Rachael Leigh Cook | Jelölve  |
| 1999 | Teen Choice Awards                     | Film / Színész                                   | Freddie Prinze Jr.                    | Elnyerte |
| 1999 | Teen Choice Awards                     | Film / Legszexisebb szerelmi jelenet             | Freddie Prinze Jr. Rachael Leigh Cook | Elnyerte |
| 1999 | Teen Choice Awards                     | Film / Vígjáték                                  |                                       | Jelölve  |
| 1999 | Young Hollywood Awards                 | Legjobb alakítás fiatal színésznőtől vígjátékban | Rachael Leigh Cook                    | Elnyerte |